# Obfuscated Perl Contest
Der Obfuscated Perl Contest war ein Programmierwettbewerb. Die Teilnehmer reichten in der Programmiersprache Perl verfasste kurze Programme ein, deren Funktionsweise im Quelltext auf möglichst kreative Weise verschleiert (englisch: obfuscated) wurde. (Dies ist normalerweise nicht Ziel bei der Programmierung; siehe aber auch: Obfuskation.)
Wettbewerbe dieser Art, die auch für andere Programmiersprachen veranstaltet werden, dienen vorrangig der Unterhaltung der beteiligten Programmierer und eines interessierten Fachpublikums. Die Erstellung, aber auch die Analyse der Funktionsweise der Wettbewerbsbeiträge ist in der Regel außerordentlich lehrreich; darin besteht – neben dem Unterhaltungswert – der Nutzen solcher Wettbewerbe für die Programmierer der jeweiligen Programmiersprache, und zwar nicht nur für die am Wettbewerb beteiligten.

## Historie
Der Wettbewerb wurde erstmals 1996 von Felix S. Gallo in der Fachzeitschrift The Perl Journal ausgerufen, inspiriert durch den auf die Programmiersprache C bezogenen International Obfuscated C Code Contest. Er fand danach jährlich statt, im Jahre 2000 zum letzten Mal.
Gewinner wurden in vier Kategorien gekürt:
- Die beste vierzeilige Signature
Es gewinnt das beste Programm, dessen Quelltext in 4 Zeilen zu je 76 Zeichen passt (die Größe einer Signature).
- Das mächtigste Programm
Es gewinnt das Programm, das den größten Effekt mit dem geringsten Aufwand erzielt (maximal 1024 Bytes).
- Das kreativste Programm
Es gewinnt das Programm mit der verblüffendsten Kombination von Verschleierung und Funktionalität (maximal 2048 Bytes).
- Das beste The Perl Journal
Es gewinnt das beste Programm, das – in der Tradition der „Just another Perl hacker“-Programme – den Text „The Perl Journal“ ausgibt (maximal 2048 Bytes).

Die Beiträge wurden bewertet nach den Kriterien Ästhetik (des Quelltextes), Output (Ausgabe am Terminal) und Unverständlichkeit (im Sinne von maximaler Obfuscation). Jedes Jahr wurde außerdem einem Beitrag der Best of Show award verliehen. Die Siegerbeiträge wurden im Perl Journal veröffentlicht (siehe Weblinks).

## Beispiel
Nachstehendes Programm von Mark Jason Dominus, ein sogenanntes „Just another Perl hacker (JAPH)“, gewann den 2. Preis im fünften Obfuscated Perl Contest in der Kategorie „Die beste vierzeilige Signature“. Es erzeugt in unnötig, aber hier gewollt komplizierter Weise die Ausgabe „Just another Perl / Unix hacker“. (Eine ausführliche Erklärung der Funktionsweise ist verfügbar, siehe Weblinks.)
```
@P
=
split
//
,
".URRUU\c8R"
;
@d
=
split
//
,
"\nrekcah xinU / lreP rehtona tsuJ"
;
sub
 
p
{

@p
{
"r$p"
,
"u$p"
}
=
(
P
,
P
);
pipe
"r$p"
,
"u$p"
;
++
$p
;(
$q
*=
2
)
+=
$f
=!
fork
;
map
{
$P
=
$P
[
$f
^
ord

(
$p
{
$_
})
&
6
];
$p
{
$_
}
=
/ ^$P/ix
?
$P:close$_
}
keys
%p
}
p
;
p
;
p
;
p
;
p
;
map
{
$p
{
$_
}
=~
/^[P.]/
&&

close
$_
}
%p
;
wait
 
until
$?
;
map
{
/^r/
&&
<$_>
}
%p
;
$_
=
$d
[
$q
];
sleep
 
rand
(
2
)
if
/\S/
;
print

```